# Фонтора-Шавьер
Фонтора-Шавьер (порт. Fontoura Xavier)  —  муниципалитет в Бразилии, входит в штат Риу-Гранди-ду-Сул. Составная часть мезорегиона Северо-запад штата Риу-Гранди-ду-Сул. Входит в экономико-статистический  микрорегион Соледади. Население составляет 11 015 человек на 2006 год. Занимает площадь 583,465 км². Плотность населения — 18,9 чел./км².

## История
Город основан 7 сентября 1965 года. 

## Статистика
- Валовой внутренний продукт на 2003 составляет 62.266.876,00 реалов (данные: Бразильский институт географии и статистики).
- Валовой внутренний продукт на душу населения на 2003 составляет 5.547,16 реалов (данные: Бразильский институт географии и статистики).
- Индекс развития человеческого потенциала на 2000 составляет 0,732 (данные: Программа развития ООН).